# Ramūnas Šiškauskas
Ramūnas Šiškauskas (Kaišiadorys, 10 september 1978) is een voormalig professioneel basketbalspeler die uitkwam voor Litouwen. Hij speelde voor verschillende Europese topteams.

## Carrière
Šiškauskas begon zijn carrière bij BC Sakalai in 1996. In 1998 stapte hij over naar Lietuvos rytas Vilnius. Met Lietuvos rytas werd hij twee keer landskampioen van Litouwen in 2000 en 2002. In 2004 verhuisde hij naar Benetton Treviso in Italië. Met Benetton werd hij één keer landskampioen van Italië in 2006. Ook werd hij één keer Bekerwinnaar van Italië in 2005. In 2006 verhuisde hij naar Panathinaikos BC in Griekenland. Met Panathinaikos werd hij één keer Landskampioen van Griekenland in 2007. Ook werd hij één keer Bekerwinnaar van Griekenland in 2007. In 2007 won hij met Panathinaikos de EuroLeague. In de finale wonnen ze van CSKA Moskou uit Rusland met 93-91. Na één jaar verhuisde hij naar CSKA Moskou in Rusland. Met CSKA werd hij vier keer Landskampioen van Rusland in 2008, 2009, 2010 en 2011. Ook werd hij één keer Bekerwinnaar van Rusland in 2010. In 2008 won hij met CSKA de EuroLeague door in de finale te winnen van Maccabi Elite Tel Aviv uit Israël met 91-77. In 2012 stopte hij met basketballen.
Met Litouwen won Šiškauskas brons op de Olympische Spelen in 2000. In 2003 won hij met Litouwen goud op het Europese Kampioenschap. In 2007 won hij brons op het Europese Kampioenschap.

## Erelijst
- landskampioen Litouwen: 1
  - Winnaar: 2000, 2002
  - Tweede: 1999, 2001, 2003, 2004
- Landskampioen Italië: 1
  - Winnaar: 2006
- Bekerwinnaar Italië: 1
  - Winnaar: 2005
- Landskampioen Griekenland: 1
  - Winnaar: 2007
- Bekerwinnaar Griekenland: 1
  - Winnaar: 2007
- Landskampioen Rusland: 4
  - Winnaar: 2008, 2009, 2010, 2011
- Bekerwinnaar Rusland: 1
  - Winnaar: 2010
- EuroLeague: 2
  - Winnaar: 2007, 2008
- North European Basketball League: 1
  - Winnaar: 2002
  - Runner-up: 2000, 2003

- Olympische Spelen:
  - Brons: 2000
- Europees kampioenschap: 1
  - Goud: 2003
  - Brons: 2007